# Прудове
Прудове́ (крим. Prudove) — село Сімферопольського району Автономної Республіки Крим. Населення становить 1 073 осіб. Підпорядковане Кольчугинській сільській раді.

## Населення
Згідно з переписом УРСР 1989 року чисельність наявного населення села становила 910 осіб, з яких 432 чоловіки та 478 жінок.
За переписом населення України 2001 року в селі мешкало 1058 осіб.

### Мова
Розподіл населення за рідною мовою за даними перепису 2001 року:
| Мова              | Відсоток |
| ----------------- | -------- |
| кримськотатарська | 40,45 %  |
| російська         | 32,25 %  |
| українська        | 25,07 %  |
| молдовська        | 0,28 %   |
| білоруська        | 0,19 %   |
| болгарська        | 0,09 %   |
| інші              | 1,67 %   |